# 531
531 (DXXXI) var ett normalår som började en onsdag i den julianska kalendern.

## Händelser

### Okänt datum
- Den frankiske kungen Chlothar I anfaller Thüringen, som införlivas med det frankiska väldet. Maindalen koloniseras av franker.
- Västgotiska rikets tyngdpunkt förläggs till Spanien under Theudis.

## Födda
- Lu Sidao, kinesisk poet.
- Yan Zhitui, kinesisk lärare, målare, kalligraf, musiker och regeringstjänsteman.

## Avlidna
- Amalaric, visigotisk kung.
- Anjang, kung av Koguryo.
- Kavadh I, persisk storkung.
- Xiaozhuang av Norra Wei, kinesisk kejsare.